# Тасманійський ему
Ему знищений, тасманійський ему (Dromaius novaehollandiae diemenensis) — вимерлий підвид ему. Мешкав на острові Тасманія, де опинився ізольований в кінці плейстоценового періоду.
Вимер у другій половині XIX століття в результаті полювання і випалювання лісів. Так як на Тасманію перед цим і відразу після почали завозити ему з Австралії, а хронологія цього завезення недостатньо документована, виникає підозра в можливому гібридизації останніх тасманійських ему. Є припущення, що птах був трохи меншим, ніж материкові ему, але інші свідоцтва (включаючи описи останків плейстоцену) вказують на те, що обидва вони схожі за розміром.
Статус підвиду і відмінності від материкових (австралійських) птахів є предметом дискусії і не завжди признаються. При цьому експонати музеїв, що перебували в розпорядженні вчених або виявилися втраченими, або немає впевненості в їх приналежності саме до тасманійських ему.
Підвидовий епітет походить він давньої назви острова Тасманія — Земля Ван-Дімена.